# Allocetraria
Allocetraria is een geslacht van korstmossen uit de familie Parmeliaceae. De typesoort is Allocetraria stracheyi.

## Soorten
Volgens Index Fungorum telt het geslacht twee soorten (peildatum maart 2023):
| Soortnaam                    | Auteur(s)                   | Publicatiejaar |
| ---------------------------- | --------------------------- | -------------- |
| Allocetraria madreporiformis | (Ach.) Kärnefelt & A. Thell | 1996           |
| Allocetraria subteres        | (Asahina) J.C. Wei          | 2020           |